# Hursley
Hursley är en civil parish i Storbritannien.   Den ligger i grevskapet Hampshire och riksdelen England, i den södra delen av landet, 100 km sydväst om huvudstaden London.